# Fifty Shades Darker
Fifty Shades Darker är en amerikansk erotisk-romantisk dramafilm från 2017, regisserad av James Foley och skriven av Niall Leonard, baserad på boken Femtio nyanser av mörker av E.L. James. Den är en uppföljare till Fifty Shades of Grey från 2015. I filmen medverkar Dakota Johnson och Jamie Dornan i huvudrollerna som Anastasia Steele och Christian Grey med övriga medverkare som Eric Johnson, Eloise Mumford, Bella Heathcote, Rita Ora, Luke Grimes, Victor Rasuk, Kim Basinger och Marcia Gay Harden.
Filmen hade biopremiär den 10 februari 2017 i USA och i Sverige. Den efterföljdes med den avslutande delen Fifty Shades Freed.

## Handling
Anastasia "Ana" Steele försöker att gå vidare med sitt liv efter att ha brutit sitt förhållande med miljardären Christian Grey. De möter varandra igen och efter en tvekan går Ana med på att äta middag med honom. Christian vill ha Ana tillbaka men hon är inte villig på grund av kraven han hade tidigare. Christian lovar att ändra på sig och aldrig mer ha hemligheter för Ana. Hon går till slut med på det och båda är återigen ett par. När det verkar som att de har funnit varandra igen så dyker det upp märkliga figurer från Christians förflutna som ställer till det för deras förhållande.

## Rollista
| Dakota Johnson    | – Anastasia "Ana" Steele    |
| Jamie Dornan      | – Christian Grey            |
| Eric Johnson      | – Jack Hyde                 |
| Eloise Mumford    | – Katherine "Kate" Kavanagh |
| Bella Heathcote   | – Leila Williams            |
| Rita Ora          | – Mia Grey                  |
| Luke Grimes       | – Elliot Grey               |
| Victor Rasuk      | – José Rodriguez            |
| Kim Basinger      | – Elena Lincoln             |
| Marcia Gay Harden | – Grace Trevelyan-Grey      |
| Max Martini       | – Jason Taylor              |
| Bruce Altman      | – Jerry Roach               |
| Robinne Lee       | – Ros Bailey                |
| Fay Masterson     | – Gail Jones                |
| Andrew Airlie     | – Carrick Grey              |
| Amy Price-Francis | – Elizabeth Morgan          |

## Mottagande
Fifty Shades Darker möttes av negativa recensioner av kritiker. Filmen kritiserades för manuset, berättelsen och för skådespeleriet. På Rotten Tomatoes har filmen ett medelbetyg på 10%, baserad på 173 recensioner, och ett genomsnittsbetyg på 3,3 av 10. På Metacritic har filmen genomsnittsbetyget 33 av 100, baserad på 39 recensioner.